# Khóa trinh tiết

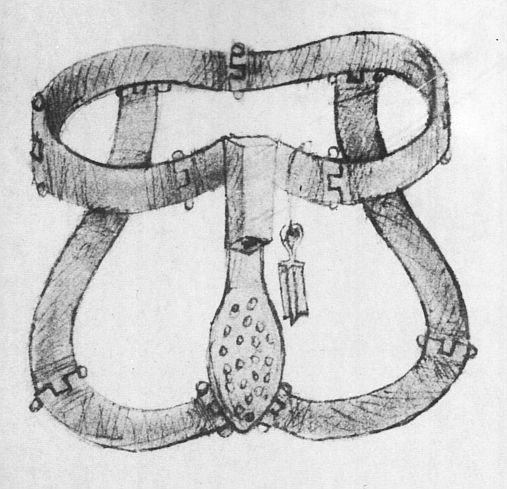

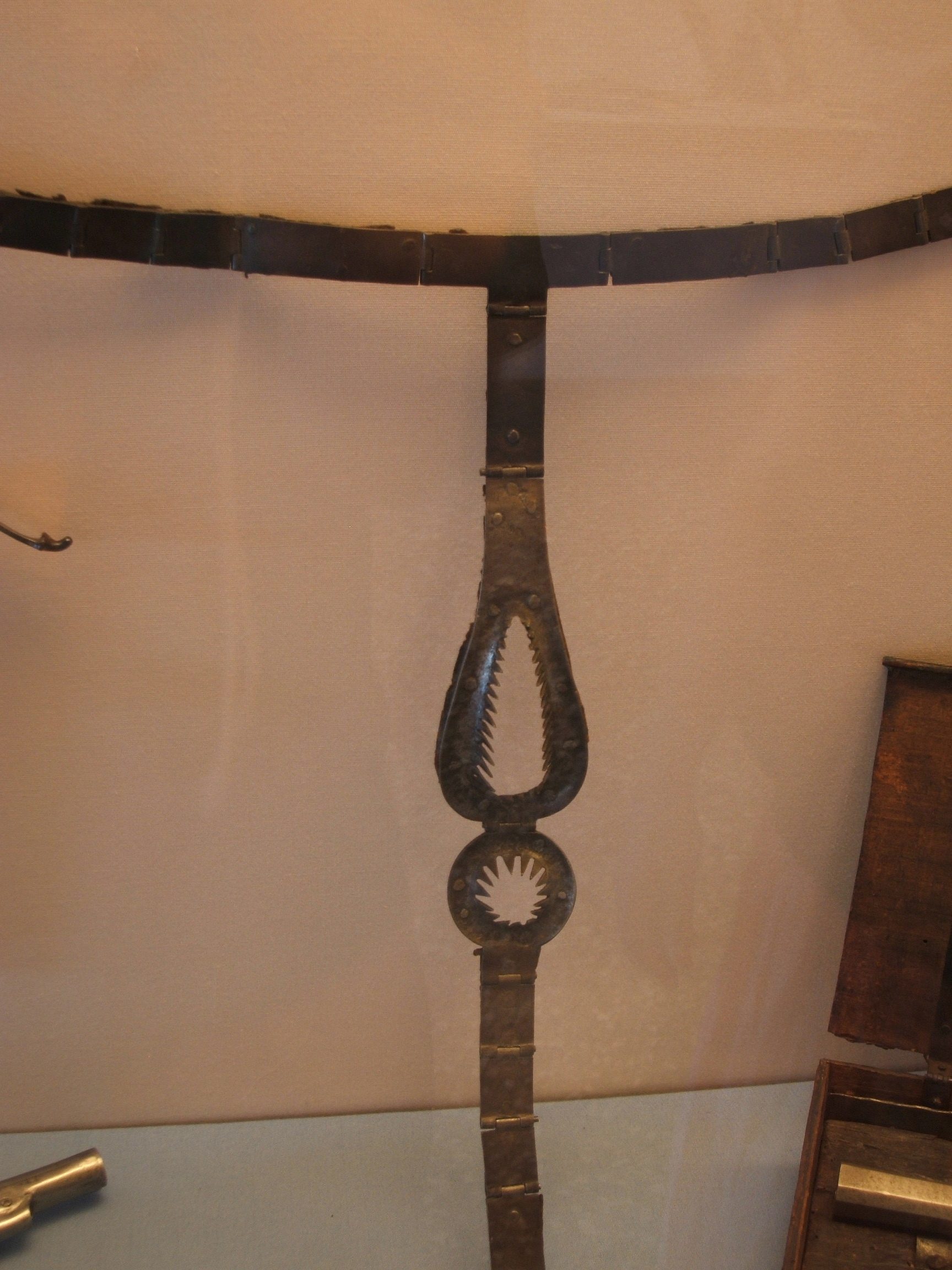

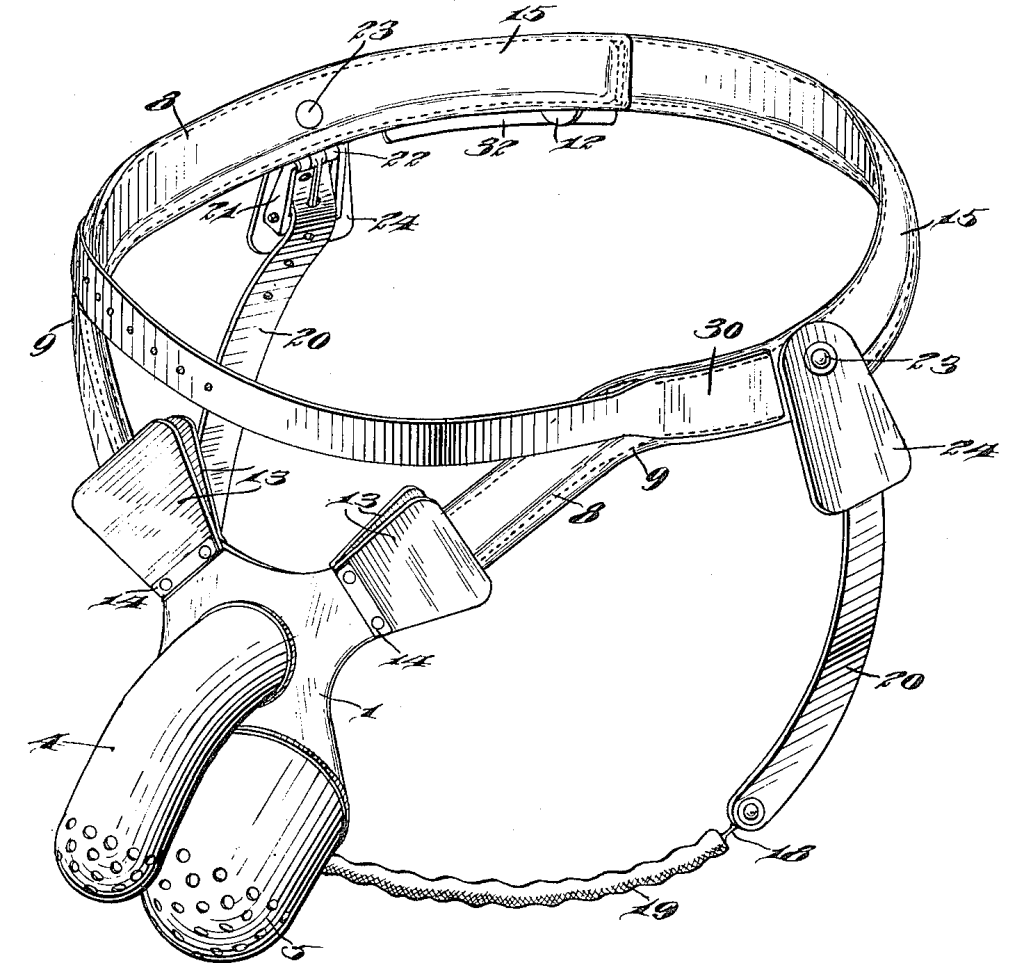

Khóa trinh tiết (đai trinh tiết, quần trinh tiết) là một vật phẩm khóa có tác dụng ngăn chặn việc quan hệ tình dục hoặc thủ dâm. Nguyên gốc chỉ thiết kế cho nữ nhưng đến giai đoạn cách mạng tình dục (1960-1980), các mẫu cho nam xuất hiện để đáp ứng nhu cầu BDSM.
Khóa trinh tiết cổ nhất được ghi nhận là trong quyển Bellifortis của Konrad Kyeser von Eichstätt in năm 1405 với dòng chú thích tiếng Latin: "Est florentinarum hoc bracile dominarum ferreum et durum ab antea sic reseratum." ("Phụ nữ thành Florentina mặc quần sắt có khóa phía trước."). Thế kỉ 16 xuất hiện mẫu cải tiến bằng da, nhẹ và thoáng hơn. Thế kỉ 18-20 y học phương tây coi thủ dâm là tác nhân gây hại cho sức khỏe. Do đó khóa trinh tiết được sử dụng rộng rãi trong các bệnh viện. Mặc khóa trinh tiết liên tục trong một thời gian dài (1 tuần trở lên) gây mẩn ngứa, trầy rách da, nhiễm trùng và tử vong.